# Climax Lawrence
Climax Lourenco Lawrence (Margao, 16 de janeiro de 1979) é um ex-futebolista indiano que atuava como volante.

## Carreira
Revelado pelo Vasco de Goa, Lawrence obteve maior destaque pelo Salgaocar, onde jogou entre 1999 e 2004. Atuou ainda por East Bengal, Dempo, Mumbai FC, Atlético de Kolkata (atual ATK), Laxmi Prasad e FC Bardez, onde encerrou a carreira em 2017, aos 38 anos. Pelo Dempo, venceu 4 edições da National Football League e 2 Supercopas da Índia, além de ter conquistado uma Goa Police Cup com o Laxmi Prasad em 2015.
Após deixar os gramados, foi escolhido membro da comissão técnica da Federação de Futebol da Índia, e em dezembro de 2023 tornou-se auxiliar-técnico do Sporting de Goa na edição inaugural da I-League 3 (terceira divisão indiana), ajudando o time a conquistar o acesso à I-League 2.

## Carreira na Seleção
A estreia de Lawrence pela Seleção Indiana foi contra o Afeganistão, pela Copa da SAFF de 2003. Integrou ainda o elenco campeão da AFC Challenge Cup em 2008.
Pelos "Tigres Azuis", disputou também a Copa da Ásia de 2011, jogando as 3 partidas da seleção, mas não evitou a eliminação indiana ainda na fase de grupos. Conquistou ainda 2 edições da Copa Nehru (2007 e 2009) e venceu 2 Copas da SAFF (2005 e 2011), além de ter sido medalhista de prata nos Jogos Afro-Asiáticos de 2003. 
Sua despedida internacional foi em dezembro de 2011, enfrentando também o Afeganistão pela Copa da SAFF, em jogo vencido pela Índia por 4 a 0 - mesmo placar da partida de estreia do volante, que atuou em 72 jogos (empatado com Shabbir Ali como o sexto jogador que mais defendeu a seleção na história) e marcou 3 gols.

### Estatísticas internacionais
- Atualizado até 2011[9]

| Índia | Índia    | Índia |
| Ano   | Partidas | Gols  |
| ----- | -------- | ----- |
| 2003  | 7        | 0     |
| 2004  | 8        | 1     |
| 2005  | 8        | 1     |
| 2007  | 7        | 0     |
| 2008  | 12       | 1     |
| 2009  | 6        | 0     |
| 2010  | 9        | 0     |
| 2011  | 15       | 0     |
| Total | 72       | 3     |

### Gols
| Gol | Data                   | Local                                  | Rival       | Placar inicial | Placar final | Competição                |
| --- | ---------------------- | -------------------------------------- | ----------- | -------------- | ------------ | ------------------------- |
| 1   | 24 de agosto de 2004   | Cidade de Ho Chi Minh, Vietnã          | Vietname    | 2–1            | 2–1          | Amistoso                  |
| 2   | 12 de dezembro de 2005 | Karachi, Paquistão                     | Bangladesh  | 1–0            | 1–1          | Copa da SAFF de 2005      |
| 3   | 30 de julho de2008     | Gachibowli Athletic Stadium, Hyderabad | Afeganistão | 1–0            | 1–0          | AFC Challenge Cup de 2008 |

## Títulos
Dempo
- National Football League: 2006–07, 2007–08, 2009–10, 2011–12
- Supercopa da Índia: 2008, 2010

Laxmi Prasad
- Goa Police Cup: 2015[10]

Seleção Indiana
- AFC Challenge Cup: 2008
- Copa da SAFF: 2015
- Copa Nehru: 2007, 2009, 2012
- Tri-Nation Series: 2017

### Individual
- Jogador do ano da Federação de Futebol da Índia: 2005[11][12]